# Yélamos de Arriba (kommunhuvudort)
Yélamos de Arriba är en kommunhuvudort i Spanien.   Den ligger i provinsen Provincia de Guadalajara och regionen Kastilien-La Mancha, i den centrala delen av landet, 80 km öster om huvudstaden Madrid. Yélamos de Arriba ligger 949 meter över havet och antalet invånare är 119.
Terrängen runt Yélamos de Arriba är kuperad åt nordväst, men åt sydost är den platt. Terrängen runt Yélamos de Arriba sluttar västerut. Runt Yélamos de Arriba är det glesbefolkat, med 8 invånare per kvadratkilometer. Närmaste större samhälle är Brihuega, 13,5 km norr om Yélamos de Arriba. Trakten runt Yélamos de Arriba består till största delen av jordbruksmark.